# QTFairUse
QTFairUse
je free/open source program z prosince 2003 naprogramovaný Jonem Lechem Johansonem.
Jedná se o tzv. memory dumper, který je schopen oklamat ochranu proti kopírování zvukových souborů (DRM) na serveru iTunes firmy Apple. Během přehrávání zvukového souboru QuickTime AAC si lze uložit hudební data z paměti na disk uživatele.